# Зірнітра
Зірнітра або Зір, також Росводіз є божеством у слов'янській вендській міфології. Зображувалось це божество у вигляді чорного змія, що був на прапорі вендів у битві проти саксонців. Божество Зірнітра пов'язувалося з чаклунством та магією. Вважається, що ім'я Зірнітра перекладається як «наділений чарами».